# Kudrivka Arena
Il Kudrivka Arena (in ucraino Кудрівка Арена?, Kudrivka Arena) è uno stadio ucraino di calcio nel villaggio di Kudrivka, distretto di Koryukiv, regione di Černihiv. È lo stadio di casa del Kudrivka.

## Storia
Il 22 ottobre 2023, lo stadio ha ospitato una partita di calcio di beneficenza a sostegno delle Forze Armate dell'Ucraina tra i "veterani" del Kudrivka e la nazionale ucraina tra i veterani. Il 21 settembre 2024, la Kudrivka-Arena ha ospitato per la prima volta una partita della Perša Liha, la squadra locale ha pareggiato con il Metalist 1925 per 1-1.

## Eventi sportivi

### Calcio

#### Perša Liha
| Kudrivka 21 settembre 2024, ore 11:00 EET                        | Kudrivka  | 1 – 1        | Metalist 1925 | Kudrivka Arena (0 spett.) |
| \| \| \| \| \| Lyegostayev 90+5’ \| Marcatori \| Jurčenko 36’ \| |           |              |               |                           |
|                                                                  |           |              |               |                           |
| Lyegostayev 90+5’                                                | Marcatori | Jurčenko 36’ |               |                           |

| Kudrivka 19 ottobre 2024, ore 13:00 EET                    | Kudrivka  | 0 – 2                    | Viktorija Sumy | Kudrivka Arena (0 spett.) |
| \| \| \| \| \| \| Marcatori \| Yevpak 25’ Sasovskyi 59’ \| |           |                          |                |                           |
|                                                            |           |                          |                |                           |
|                                                            | Marcatori | Yevpak 25’ Sasovskyi 59’ |                |                           |

| Kudrivka 3 maggio 2025, ore 13:00 EET                              | Kudrivka  | 2 – 0 | Bukovyna Černivci | Kudrivka Arena (0 spett.) |
| \| \| \| \| \| Lyehostayev 5’ Andrushchenko 16’ \| Marcatori \| \| |           |       |                   |                           |
|                                                                    |           |       |                   |                           |
| Lyehostayev 5’ Andrushchenko 16’                                   | Marcatori |       |                   |                           |

| Kudrivka 18 maggio 2025, ore 13:00 EET                            | Kudrivka  | 2 – 0 | Ahrobiznes Voločys'k | Kudrivka Arena (0 spett.) |
| \| \| \| \| \| Rohozynskyi 16’ Lyehostayev 26’ \| Marcatori \| \| |           |       |                      |                           |
|                                                                   |           |       |                      |                           |
| Rohozynskyi 16’ Lyehostayev 26’                                   | Marcatori |       |                      |                           |